# Perilampus albitarsis
Perilampus albitarsis är en stekelart som beskrevs av Cameron 1905. Perilampus albitarsis ingår i släktet Perilampus och familjen gropglanssteklar. Inga underarter finns listade i Catalogue of Life.